# Vincent Glad
Pour les articles homonymes, voir Glad.
Vincent Glad, né le 5 avril 1985 à Épinal, est un journaliste français.
Il est chroniqueur de l'actualité du Web pour divers médias depuis la fin des années 2000. En 2019, l'emballement médiatique sur l'affaire de la Ligue du LOL, un groupe Facebook dont des membres ont été accusés de cyberharcèlement dont il est le créateur en 2010, impacte fortement sa carrière. 

## Biographie

### Origines
Né à Épinal (Vosges) d'un père directeur d'une agence bancaire et d'une mère principale d'un collège, Vincent Glad a deux frères cadets,. Il vit douze ans dans sa ville natale, avant de déménager dans la commune de Neuves-Maisons près de Nancy.

### Formation
Pendant deux ans, il suit un DEUG de culture et communication à la faculté de lettres de Nancy-II, avant de rejoindre l'école supérieure de journalisme de Lille (ESJ), dont il sort diplômé en 2006,. En 2010, il reprend brièvement ses études en entamant un master à l'école des hautes études en sciences sociales, qu’il finit par abandonner.

### Carrière professionnelle
Vincent Glad commence sa carrière de journaliste à Télé 2 semaines, qu'il rejoint grâce à l'académie Prisma Presse en 2006. Il participe également au lancement du portail d'information télé du groupe Prisma. Il va ensuite travailler sur le site 20minutes.fr, avant de rejoindre le magazine Slate et d'être pigiste pour GQ. Considéré comme l'une des têtes d'affiche du journalisme Web,, il enseigne cette spécificité dans l'école où il fut diplômé, l'ESJ de Lille.
En février 2010, il est condamné avec Pierre-Jean Bozo, le patron du site 20 Minutes, à verser un euro de dommages et intérêts à Jean-Marc Morandini pour diffamation.
En septembre 2010, dans un article pour Slate, Vincent Glad accuse Michel Houellebecq de plagiat pour son livre La Carte et le Territoire. L'écrivain a incorporé des extraits de la version francophone de l'encyclopédie Wikipédia sans en mentionner la source. Houellebecq reconnaîtra son erreur et remerciera les contributeurs de Wikipédia. Deux mois plus tard, La Carte et le Territoire remporte le prix Goncourt.
De septembre à décembre 2011 puis à nouveau à partir de septembre 2012, il est chroniqueur dans la matinale du Mouv',.
En novembre 2011, Vincent Glad révèle également plusieurs plagiats dans le livre Plaidoyer pour une instruction publique de la femme politique Rama Yade,.
Très présent sur les réseaux sociaux,, Vincent Glad rejoint en janvier 2012 l'émission du Grand Journal de Canal+. Il intervient lors de la première partie de l'émission, pour parler de l'actualité vue du Web. Il quitte Le Grand Journal à la rentrée 2013, lorsqu’Antoine de Caunes remplace Michel Denisot à la présentation de l'émission. Dans un entretien accordé en 2013, il estime être arrivé trop tard et considère qu'animer une chronique web au Grand Journal était « absurde ».
À la rentrée 2013, il anime Touche pas à mon poke sur Le Mouv' chaque samedi à 20 h en compagnie d'Alexandre Majirus et de David Doucet ; une émission consacrée à la culture web. En 2014, il apparaît dans une publicité pour une marque de vêtements.
En avril 2015, le documentaire Do Not Track  est diffusé. Il y écrit un épisode relatif aux cookies sur internet et à la publicité en ligne. Selon lui, l'objectif est d'alerter en amont les citoyens sur la réalité qui se cache derrière l'internet gratuit et l'économie du web.
Vincent Glad a analysé le mouvement des Gilets jaunes sous l'angle des réseaux sociaux à travers les groupes Facebook. L'hebdomadaire L'Express le qualifie d'« expert » de ce mouvement social et estime qu'il est « l'un des seuls journalistes à effectuer une veille quasi permanente sur les groupes Facebook de gilets jaunes ». En février 2019, il déclare que les Gilets jaunes ont formé « une nouvelle génération à la politique mais aussi au maniement de l’information ».

### Affaire de la Ligue du LOL
En 2019, un article de la rubrique CheckNews du journal Libération cite Vincent Glad comme le fondateur d'un groupe Facebook intitulé la Ligue du LOL. Certains de ses membres sont accusés, souvent par des femmes, de harcèlement en ligne plusieurs années auparavant. Vincent Glad déclare : « Il y a une part de vrai là-dedans, une part de gens qui ont pu se sentir légitimement harcelés. Mais il y a aussi une grosse part de fantasme. […] À l’époque, j’en prenais plein la gueule aussi. On se disait que c’était un grand jeu. […] C’était du trolling, on trouvait ça cool. Aujourd’hui, on considérerait ça comme du harcèlement ». À la suite de l'article de Checknews, plusieurs femmes témoignent de faits de harcèlement qu'elles affirment avoir subi de membres du groupe. Vincent Glad présente des excuses aux plaignantes,. Après l'avoir nié dans un premier temps, il reconnaît être l'une des 6 ou 7 personnes à avoir le mot de passe du compte anonyme « @foutlamerde », un compte particulièrement actif dont il aurait posté 15 % à 20 % du contenu, et qu'il affirme regretter de ne pas avoir fermé, ayant été selon lui soupçonné d'avoir écrit certains tweets qu'il n'avait pas écrits.
Avec Alexandre Hervaud, il est mis à pied à titre conservatoire, dans le cadre d'une enquête interne à Libération. En outre, Brain Magazine annonce le même jour suspendre toute collaboration avec lui. Après sa mise à pied, il affirme à son patron, Laurent Joffrin, ne pas être l'auteur des « harcèlements qui ont choqué tout le monde ». Il prend une avocate et affirme qu'aucun de ses tweets ou commentaires n'était un harcèlement. Il ajoute : « l'effet de groupe fait harcèlement ». Début mars 2019, il est, avec Alexandre Hervaud, licencié, pour « atteinte à l'image » du journal Libération.  
Le 23 février 2020, Vincent Glad, publie sur Médium un très long texte, qui, selon Claude Askolovitch « tient aussi bien du plaidoyer et de l'enquête » car Vincent Glad est connu pour être « l'un des meilleurs enquêteurs » concernant ce qui se passe sur Internet. Vincent Glad y raconte comment « de vieilles mauvaises blagues qui étaient l'habitude sur Twitter à ses balbutiements devinrent un scandale national », et revient sur son mot d'excuses: « Il est évident que si je devais réécrire aujourd’hui mon texte d’excuses, je ne le ferais pas de cette manière », confie-t-il ainsi.
Le 21 juillet 2022, Libération est condamné à payer 52 000 euros pour licenciement sans cause réelle et sérieuse, et annonce son intention de « contester le bien-fondé » de cette décision en appel.
En février 2023, le parquet de Paris classe l'affaire sans suite pour « infraction insuffisamment caractérisée ». En octobre 2024, la dernière procédure opposant Libération à son ancien salarié prend fin après un accord entre les deux parties. La conclusion des procédures en justice tend à confirmer la thèse d’un emballement médiatique.